# アブドゥッラー (チャガタイ・ハン国)
アブドゥッラーは、西チャガタイ・ハン国のアミール。

## 生涯
ワシーリィ・バルトリドによると突厥系であると考えられている。若年期については知られていないが、兄のムスリよりも力量があったとされている。
1346年に父のカザガンが西チャガタイ・ハン国の実権を握ると、サマルカンドの知事に任命された。1351年にカザガンがホラズム遠征を計画すると、これに反対した。この遠征は成功し、アブドゥッラーも多くの戦利品を持ってサマルカンドに帰還した。
1353年から1355年にかけて、カザガンと共にイルハン朝のホラーサーンに対する遠征を行った。1358年に父がクトルク・ティムールの縁戚であるボロルダイの子に殺害されると、アブドゥッラーは軍を集めてクンドゥズ近郊でクトルク・ティムールを撃破し、処刑した。
その後はサマルカンドに移ったが、ここで名目上の君主であったバヤン・クリと個人的な対立を起こし、その妃を連れ去ろうとした。バヤン・クリは拒否したため、アブドゥッラーはバヤン・クリを暗殺し、新たな君主にシャー・テムルを擁立した。
アブドゥッラーは、それまでの夏と冬の間に移動する慣習を改め、サマルカンドに定住することを決定した。同時に、中央集権的な政策を希求し始めた。しかし、アブドゥッラーの方針に対してバルラス部とスルドス部が反乱を起こした。アブドゥッラーは両部族の族長であるハージー・ベクとバヤンに敗北し、サマルカンドを占領された。シャー・テムルは殺害されたが、アブドゥッラーは1359年に死去するまで抵抗した可能性がある。
| スタブアイコン | サブスタブ | この項目は、まだ閲覧者の調べものの参照としては役立たない、人物に関連した書きかけの項目です。この項目を加筆・訂正などしてくださる協力者を求めています（P:人物伝/PJ:人物伝）。 |